# Masako Katsuki
Masako Katsuki (jap. 勝生 真沙子 Katsuki Masako; właściwie Masako Shiono (jap. 塩野 雅子 Shiono Masako), ur. 15 października 1958 w Hachinohe) – japońska seiyū i aktorka dubbingowa.
Dawniej związana była z Theatre Echo, obecnie pracuje dla firmy 81 Produce.
Jest głównie znana z podkładania głosu Czarodziejce z Neptuna w anime Czarodziejka z Księżyca, roli Tsunade w Naruto, a także udzielenia głosu Reccoa Londe w Kidō Senshi Zeta Gundam. Dubbingowała też głos Marii Kutschera w anime Rodzina Trappów. Zasłynęła też z roli pierwszoplanowej jako Maya Kitajima w anime Glass Mask. Dubbingowała głosy takich aktorek jak: Julianne Moore, Sharon Stone, Kim Cattrall, Jodie Foster, Meg Ryan, Debra Messing.

## Anime
- Astro Boy (2003) – Rabia (odc. 26, 47)
- Bleach – Ran'Tao (odc. 96); Souma Yoshino (Bount; odc. 68-79)
- Buzzer Beater – Coach
- The Brave Fighter of Sun Fighbird – Kunie Yoshiko
- Dr. Slump – Polly Bakettsu
- Dragon Ball – Mera (odc. 81)
- Dragon Ball GT – Otohime Liù Xing Lóng (kobieta)
- Dragon Warrior – Tiara
- Jūni kokuki – Ribi; Sanshi Haku
- Fist of the North Star – Jennifer (odc. 18-20)
  - Fist of the North Star 2 – Leia
- Futari wa Pretty Cure: Max Heart (movie) – Wiedźma
- Glass no kamen – Maya Kitajima
- Hakkenden: Eight Dogs of the East – Tamazusa
- Highschool! Kimengumi – Masuyo Ikari
- InuYasha – Bogini wody
- Kiko Senki Dragonar – Diane Lance
- Kindaichi Shounen no Jikenbo (movie) – Touno Seiko
  - Kindaichi Shounen no Jikenbo – Shirou Tendou (odc. 95-99)
- Kishin Taisen Gigantic Formula – Amalia Lambert
- Król Shamanów – Zorya
- Kyō kara maō! – Cecilie „Celi” von Spitzweg
  - Kyō kara maō!3rd Series – Sherry
  - Kyō kara maō! R (OVA) – Sherry
- Maluda – Ciotka Senda
- Maroko (movie) – Maroko Yomota
- Mermaid Forest – matka (odc. 8-9)
- Metal Fighter Miku – Aquamarine
- Kidō Senshi Gundam – Reccoa Londe
- Tsunade / Piąty Hokage w Naruto:
  - Naruto (TV)
  - Naruto (OVA)
  - Naruto Shippūden (TV)
  - Naruto: Shippūden the Movie
  - Naruto Shippūden 2: Bonds
  - Naruto Shippūden: Blood Prison (movie)
  - Naruto Shippūden 4: The Lost Tower (movie)
  - Naruto Shippūden: Inheritors of the Will of Fire (movie)
  - Naruto Spin-Off: Rock Lee & His Ninja Pals (TV)
  - Naruto the Movie 3: Guardians of the Crescent Moon Kingdom
  - Road to Ninja: Naruto the Movie
- Ninja Scroll (movie) – Zakuro
- Nitaboh: Tsugaru Shamisen Shiso Gaibun – Tamana
- Mój drogi bracie... – Aya Misaki
- Ranma ½ – Mio (odc. 57); Yang-gui-fei (odc. 46)
- Rodzina Trappów – Maria
- Ronin Warriors – Kayura
- Róża Wersalu (movie) – Madame Polignac
- Michiru Kaioh/Sailor Neptun w:
  - Sailor Moon S (TV)
  - Sailor Moon S Movie: Hearts in Ice
  - Sailor Moon Sailor Stars (TV)
  - Sailor Moon SuperS (special)
  - Sailor Moon SuperS Movie: Black Dream Hole
- Salaryman Kintaro – Sakurai Kyoko
- Samurai Champloo – Hotaru
- Seraphim Call – Miyabi (odc. 4)
- Shakugan no Shana III (Final) – Sophie Sawallisch
- Shin chan – Matsu Matsuzaka; Taeko Yoshii
- Shiroi Kiba White Fang Monogatari (special) – Mary Scott
- Starship Girl Yamamoto Yohko – Admiral Rion
- Strange Dawn – Levian
- Tajemnicze Złote Miasta – Marinche
- Tajemniczy opiekun – Mary Lambart
- Arcee w:
  - Transformers (U.S. TV)
  - Transformers: Revenge of the Fallen (live-action movie)
  - Transformers: The Movie (U.S.)
- Sheffield w:
  - Zero no Tsukaima: Futatsuki no Kishi
  - Zero no Tsukaima: Princess no Rondo
- Zoids: Fuzors – Anego (odc. 6)
- Zorro – Annabelle

### OVA
- Appleseed – Deunan Knute
- Art of Fighting – Król
- Battle Team Lakers EX – Chiaki/Kung-fu Laker
- Cool Devices – Eluma
- Dangaioh – Shazara
- Dōkyūsei 2 Special: Sotsugyōsei – Hikari
- Dream Hunter Rem – Asuka Saeko/Demonic Lady
- The Gigolo – Dochinpira – Ai Mizushima
- Golgo 13: Królowa Pszczół – Sonia / Królowa Pszczół
- Gosenzo-sama Banbanzai! – Maroko Yomota
- Gunbuster – Kimiko Akai (odc. 5-6); Kimiko Higuchi (dorosły) ; Miko Akaiki ; Reiko Kashiwara (odc. 1, 6)
- Hades Project Zeorymer – Rockfell
- Harlock Saga – Emeralda
- Arslan senki – Farangis
- Hoshizora e Kakaru Hashi – Minamikokubaru-sensei
- Iron Virgin Jun – Fumitsuki
- Legend of the Galactic Heroes – Hildegard von Mariendorf
- Miyuki-chan in Wonderland – Humpty Dumpty
- Papa to Kiss in the Dark – Mitsuki Utsunomiya
- Ranma ½ – Natsume
- Sukeban Deka – Remi Mizuchi
- Yukan Club – Yuuri Kenbishi
- Votoms Finder – Melingall

### Theater animation
- Arion – Athena
- Mrówka Z – Księżniczka Bala
- Ninja Scroll – Zakuro
- Kidō Senshi Gundam Trylogia – Reccoa Londe
- Gdzie jest Nemo – Dory (tylko trailer)
- Wakacje. Żegnaj szkoło – Panna Grotke
- filmy Naruto – Tsunade

### Gry video
- Future GPX Cyber Formula games (Marie Arbert Luisa)
- Gundam games (Reccoa Londe)
- Naruto games (Tsunade)
- Everybody's Golf 4 (Nina)
- Sailor Moon video games (Sailor Neptun)
- Super Robot Wars (Reccoa Londe, Shazara, Athena Henderson)
- Tales of Xillia 2 (Marcia)
- Resident Evil: Operation Raccoon City (Lupo) – japoński dubbing
- Uncharted 2 i Uncharted 3 (Chloe Fraizer) – japoński dubbing

### Tokusatsu
- Denji Sentai Mega Ranger (Neji Żółty)
- K-tai Investigator 7 (Phone Braver 02)
- Kamen Rider Kiva (Silkmoth Fangire)
- Mahō Sentai Magiranger (Neries the Siren)